# Rufocephalus milyaroois
Rufocephalus milyaroois is een rechtvleugelig insect uit de familie krekels (Gryllidae). De wetenschappelijke naam van deze soort is voor het eerst geldig gepubliceerd in 1983 door Daniel Otte en Richard D. Alexander.
Deze soort komt voor in de Kimberley (Australië). De soort gelijkt sterk op Rufocephalus chindrinus maar heeft een andere zang.